# Zagórie (Irkutsk)
|  | Per a altres significats, vegeu «Zagórie». |

Zagórie (en rus: Загорье) és un poble de l'óblast d'Irkutsk, a Rússia, que en el cens del 2010 tenia 69 habitants.